# جعفر أباد (جلغة بهاباد)
جعفر أباد (بالفارسية: جعفرآباد) هي منطقة سكنية تقع في إيران في يزد. يقدر عدد سكانها بـ 104 نسمة .